# Шап (Алије)
Шап (фр. Chappes) насеље је и општина у централној Француској у региону Оверња, у департману Алије која припада префектури Монлисон.
По подацима из 2011. године у општини је живело 199 становника, а густина насељености је износила 10,7 становника/km². Општина се простире на површини од 18,6 km². Налази се на средњој надморској висини од 410 метара (максималној 436 m, а минималној 290 m).

## Демографија
| 1962. | 1968. | 1975. | 1982. | 1990. | 1999. | 2011. |
| ----- | ----- | ----- | ----- | ----- | ----- | ----- |
| 308   | 352   | 307   | 240   | 219   | 221   | 199   |

График промене броја становника у току последњих година